# Kazimierz Paryszek
Kazimierz Paryszek (ur. 10 sierpnia 1930 w Woli Miastkowskiej) – polski działacz partyjny i państwowy, były I sekretarz Komitetów Powiatowych PZPR w Płońsku i Przasnyszu, w latach 1984–1989 I sekretarz Komitetu Wojewódzkiego PZPR w Ciechanowie, członek Komitetu Centralnego Polskiej Zjednoczonej Partii Robotniczej.

## Życiorys
Syn Józefa i Katarzyny. Należał do Związku Walki Młodych (m.in. jako skarbnik warszawskiego koła) oraz Związku Młodzieży Polskiej (1948–1953; przewodniczył zarządowi batalionowemu). W 1963 uzyskał tytuł magistra ekonomii po trzyletnich studiach w Wyższej Szkole Nauk Społecznych przy KC PZPR, w 1976 i 1978 uczestniczył w kursach na Akademii Nauk Społecznych.
W 1951 wstąpił do Polskiej Zjednoczonej Partii Robotniczej, należał do Związku Zawodowego Pracowników PZPR. Od 1950 do 1951 sekretarz Prezydium Gminnej Rady Narodowej w Tuchowicach i II sekretarz tamtejszego Komitetu Gminnego, a od 1951 do 1953 członek egzekutywy Komitetów Gminnych w Nowym Sączu i Żywcu. W latach 1953–1960 związany z Komitetem Powiatowym w Garwolinie, gdzie był instruktorem, kierownikiem Wydziału Propagandy i sekretarzem. W latach 1963–1969 I sekretarz KP w Przasnyszu, a w latach 1969–1972 – KP w Płońsku. Od 1965 związany z Warszawskim Komitetem Wojewódzkim PZPR, gdzie obejmował stanowiska członka egzekutywy (1969–1975), kierownika Wydziału Organizacyjnego (1972) i sekretarza (1973–1981). W latach 1981–1984 starszy inspektor w Centralnej Komisji Kontroli Partyjnej. Od 26 stycznia 1984 do 21 października 1989 pełnił funkcję I sekretarza Komitetu Wojewódzkiego PZPR w Ciechanowie, na stanowisko powołano go po dymisji Zdzisława Lucińskiego w atmosferze skandalu. Od lipca 1986 należał też do Komitetu Centralnego partii. W latach 1986-1989 był członkiem Komisji ds. Wewnątrzpartyjnych oraz Działalności Partii w Organach Przedstawicielskich i Administracji Państwowej Komitetu Centralnego.
W 1955 otrzymał Medal 10-lecia Polski Ludowej.